# Jiading
Jiading, tidigare stavat Kiating,  är ett stadsdistrikt i Shanghai i östra Kina.
Orten kan spåra sitt ursprung tillbaka till Qindynastin och blev etablerad som härad år 1218 under Songdynastin, då den fick namnet Jiading efter en av Ningzongs regeringsperioder.
Jiading tillhörde Jiangsu-provinsen fram till 1958, då den överfördes till Shanghais storstadsområde. 1992 beslutade Folkrepubliken Kinas statsråd att orten skulle ombildas till ett stadsdistrikt i Shanghai.

## Administrativ indelning
Jiading är indelat i tre stadsdelsdistrikt (jiedao), sju köpingar (zhen) och två områden på sockennivå.
Stadsdelsdistrikt:
- Jiadingzhen (嘉定镇街道)
- Xinchenglu (新成路街道)
- Zhenxin (真新街道)

Köpingar:
- Anting (安亭镇)
- Huating (华亭镇)
- Jiangqiao (江桥镇)
- Malu (马陆镇)
- Nanxiang (南翔镇)
- Waigang (外冈镇)
- Xuhang  (徐行镇)

Områden på sockennivå:
- Jiadings industriområde (嘉定工业区)
- Juyuans nya distrikt (菊园新区) - bostadsområde

## Kända personer
- Qian Qichen (född 1928), kommunistisk politiker och Kinas utrikesminister 1988-1998.